# Hilde Vautmans
Pour les articles homonymes, voir Vautmans.
Hilde Josée Jeanne Vautmans, née le 2 mai 1972 à Saint-Trond, est une femme politique belge flamande, membre du OpenVLD. Elle est la nièce de Valère Vautmans.

## Biographie
Elle est la nièce de Valère Vautmans.
Elle est licenciée en sciences sociales; licenciée en criminologie.

### Fonctions politiques
Elle est successivement conseillère communale de Wellen de 2000 à 2002, d'Hasselt de 2006 à 2012 et enfin, depuis 2013, de Saint-Trond, ville dont elle est échevine. Elle est députée fédérale du 5 juin 2003 au 6 mai 2010.
Candidate aux élections européennes de 2014, elle devient députée le 1er janvier 2015, en remplacement d'Annemie Neyts-Uyttebroeck. Elle est réélue en 2019 et en 2024.

## Décoration
- Officier de l'ordre de Léopold (2024)[2]